# Trasídeo (desambiguação)
Trasídeo (Thrasydaeus) pode significar:
- Trasídeo, filho de Terone, sucedeu a seu pai como tirano de Agrigento.[1]
- Trasídeo (tirano da Tessália), bajulador de Filipe, o Grande, e colocado por ele como tirano da Tessália.[2]
- Trasídeo (eunuco), assassino de Evágoras, rei do Chipre, e seu filho Pnytagoras.[3]
- Trasídeo de Élis, pertencia ao partido popular de Élis, durante a guerra que Ágis II de Esparta moveu contra sua cidade.[4]